# The Sound (песня Stray Kids)
«The Sound» — заглавный сингл одноимённого первого японоязычного студийного альбома южнокорейского бой-бэнда Stray Kids. Выпущен вместе с альбомом лейблом Epic Records Japan 28 января 2023 года.

## Предыстория и выпуск
23 декабря 2022 года Stray Kids выложили видео с трейлером, в котором объявили, что выпустят свой первый студийный альбом на японском языке 22 февраля 2023 года. Название альбома, The Sound, и его подробности были раскрыты 16 января 2023 года, включая список композиций, в котором первым треком значился одноимённый заглавный сингл. Песня была выпущена 28 января, за месяц до выпуска родительского альбома. Премьера сопровождающего видеоклипа состоялась 10 февраля, а затем было выпущено три тизера. Корейская версия сингла вошла в третий корейскоязычный студийный альбом 5-Star.

## Композиция
Сингл «The Sound» был написан Пан Чханом, Чханбином и Ханом при соавторстве с американскими продюсерами Заком Джуричем и Кайлом Рейнольдсом. В числе авторов слов также участвовал D&H. Написан в ключе фа-диез минор, 188 ударов в минуту и длится три минуты. «The Sound» является песней в стиле электронного рока, демонстрирующая уверенность группы и её отношение к своей музыке. Акико Ватабе из Real Sound описала, что песня «показывает неутолимую страсть к музыке с контрастом между неподвижностью и движением».

## Живые выступления
Первое исполнение песни «The Sound» состоялось на Music Station 27 января 2023 года. Stray Kids также исполнили песню на Buzz Rhythm 02 17 февраля. Группа добавила песню в сет-лист концертов рамках «Maniac World Tour» в Сайтаме и Осаке.

## Чарты
| Чарт (2023)                                                 | Высшая позиция |
| ----------------------------------------------------------- | -------------- |
| Венгрия (Single Top 40)                                     | 12             |
| Республика Корея (Circle Download Chart) · Корейская версия | 74             |
| США (Billboard World Digital Song Sales)                    | 11             |
| Япония (Billboard Japan Hot 100)                            | 34             |
| Япония (Oricon Combined Singles Chart)                      | 26             |